# Уцешкув
Уцешкув (пол. Ucieszków, нім. Autischkau) — село в Польщі, у гміні Павловички Кендзежинсько-Козельського повіту Опольського воєводства.
Населення — 462 особи (2011).

## Демографія
Демографічна структура станом на 31 березня 2011 року:
|          | Загалом | Допрацездатний вік | Працездатний вік | Постпрацездатний вік |
| -------- | ------- | ------------------ | ---------------- | -------------------- |
| Чоловіки | 218     | 43                 | 146              | 29                   |
| Жінки    | 244     | 48                 | 142              | 54                   |
| Разом    | 462     | 91                 | 288              | 83                   |